# やねうらの彼女
『やねうらの彼女』（やねうらのかのじょ）は北条晶による日本の4コマ漫画作品。『まんがライフ』（竹書房）で2012年1月号から2013年11月号まで連載されていた。2011年4月号、8月号から10月号までゲスト掲載されたが単行本未収録。

## あらすじ
家賃月1万4千円の格安物件「月見荘」にやってきた大学生・片岡准。いわく付きとは聞いていたが、屋根裏から姿を現したのは幽霊ではなく女の子の大家さんだった。

## 登場人物
紺野 詩子（こんの うたこ）
月見荘の大家。通称は大家さん。名前を呼ぶと過剰反応する。屋根裏に住み着き、メガネにジャージ姿でひきこもりを装い、その存在をひた隠しにしてるが、実は聖マドレーヌなる超難関校に通う女子高生である。また大家として周辺の清掃や風呂の準備もしている。自分の生まれ育った月見荘を守り、そして買い取るために日々かなりケチな暮らしをして小銭を貯め込んでいるようであるが、ゲーム好きで新作ソフトを欲しがるなど歳相応な一面も見せる。屋根裏から下の片岡の部屋に顔を出したり、落ちたりすることがあるが、前者は家賃の請求であり、後者はカップ焼きそばをたかることが多い。アメリカ在住の両親から早く渡米するように言われても頑なに拒んでいたが、ある一件で有名になってしまった詩子を心配した両親が帰国しアメリカへ連れて帰ろうとするが片岡の説得もあり、家賃を支払うことを条件に再び同居するようになり屋根裏生活に終止符を打つ。
片岡 准（かたおか じゅん）
大学進学のために東京へやってきた18歳。ゲスト掲載時とはキャラのデザインが異なる。いわく付きとはいえ家賃の安さに惹かれて月見荘の201号室へ入居したが、屋根裏住まいの詩子には、家賃以外に食糧や電気代をたかられ、転落時にぶつかるなど生傷も絶えないなど振り回されているが、詩子の存在を周囲には伝えようとはしないので、部屋には幽霊がいると思われている。ある一件で詩子が父親に問い詰められた時には、詩子が月見荘を心底愛しており店子である自分達の世話も懸命にしている事や学校にもちゃんと通っていることを伝え、アメリカに連れて帰ることを断念させた。その後、何もなくなった屋根裏に初めて案内され共に転落するが、その時に見せた詩子の笑顔は最高の思い出となった。
藤村（ふじむら）
通称は藤村さん。一見、クールビューティーの女子大生だが、実は七浪中の25歳で男性である。月見荘101号室にかなり以前から住んでいるようで、詩子の過去も知っているようである。酒好き。
折原（おりはら）
片岡の大学の同級生。実家が神社なので片岡の部屋に幽霊がいると信じ、お祓いをするよう勧めている。

## 書誌情報
- 北条晶『やねうらの彼女』（バンブーコミックス）全1巻
  1. 2013年10月28日発売 ISBN 978-4-8124-8437-1